# Palmira (Colòmbia)
Palmira és un municipi i la segona ciutat del departament del Valle del Cauca, Colòmbia, la més gran és Cali, capital del departament. Té una població d'uns 278.409 habitants, essent la ciutat més gran que no és capital, i la vintena més gran del país. També és coneguda com a la "capital agrícola de Colòmbia".